# Cykelsti
En cykelsti er en anlagt sti eller en særlig del af vejbanen, som generelt er forbeholdt cykler.
Bemærk dog at lille knallert (30 km/t) og elektriske løbehjul generelt skal følge reglerne for cykler  og at fodgængere, hvor der ikke ved siden af er et fortov eller gangsti eller der decideret er skiltet mod fodgængere  skal benytte cykelstien (men dog ikke må være til unødig gene for de kørende).
Cykelstier anlægges ofte på eller langs de mest trafikerede veje for at øge trafiksikkerheden og trygheden. Langs veje i byområder er de som regel anlagt mellem fortovet og kørebanen. Langs landeveje udenfor byområder anlægges de i stigende grad som dobbeltrettede i eget tracé.
Cykelstier skiltes enten med et blåt skilt med cykelpiktogram eller med en opmalet cykel på cykelstien. Cykelstier kan være adskilt fra den øvrige trafik af kantsten, brede hvide streger eller ændret belægning.
Danmarks første cykelsti blev anlagt i 1892 på Esplanaden i København for at aflaste ridestierne for det stigende antal cyklister der dukkede op fra 1880'erne. Den første cykelsti udenfor København blev anlagt året efter i 1893, da Aarhus Bicycle Club anlagde en privat cykelsti fra centrum af Aarhus og ud til den nyopførte cykelbane i Risskov, der løb langs jernbanesporene på Grenåbanen . Herefter blev cykelstier langsomt udbredt til resten af landet, hvor næste anlæg blev 'Heden' (i dag: Sdr. Boulevard) i Odense i 1898. I forbindelse med den voksende biltrafik i løbet af 1920'erne og 1930'erne begyndte udbredelsen af cykelstier at få et større omfang. Den samlede længde af dedikerede cykelstier i Danmark overstiger i dag 10.000 km.

## Lovgivning
Ifølge færdselsloven skal en cyklist benytte cykelstien, hvor en sådan forefindes, og i den retning den er beregnet til. Undtagelsen er dog, hvis cyklens eller bagagens bredde gør det uhensigtsmæssig.
"Er der på vej anlagt særlige baner for forskellige færdselsarter, skal kørende benytte den bane, som er bestemt for færdsel med køretøj af den pågældende art."... " "Cykel eller ikke registreringspligtig knallert må ikke føres på cykelsti, såfremt køretøjet på grund af dets bredde i belæsset eller ubelæsset stand kan være til væsentlig ulempe for andre kørende på cykelstien."

## Færdselssikkerhed
Det diskuteres af og til, om cykelstier reelt øger trafiksikkerheden, eller om det samlede resultat kan være flere uheld, fordi cyklister og bilister for sent opdager hinanden i kryds, når de hver for sig har følt sig trygge i egen vognbane. For at øge bilisternes opmærksomhed males nogle vejkryds op med blå cykelfelter.